# 民撰議院設立建白書

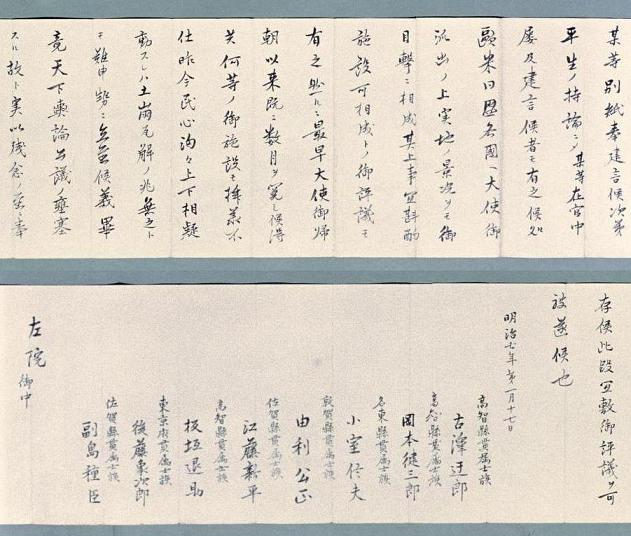
民撰議院設立建白書・序文

民撰議院設立建白書，是1874年（日本明治7年）1月17日，由前參議板垣退助、後藤象二郎等人寫給當時明治政府，為最初表達開設民選議會期望的一份建議書，是一份肇始日本自由民權運動的文書。

## 背景
1873年（明治6年）末，因明治六年政變中征韓論失勢，板桓等人下野。他們聽取了當時從英國留學歸來的古澤滋、小室信夫的意見，打算成立政黨。1874年1月12日，板桓等人成立了愛國公黨，反政府運動由此展開。愛國公黨提倡天賦人權論，批判專制政府，並主張應當建立君民一體的政體。因此，他們也主張給予士族、富農、富商及平民等人參政權，並開設議會。

## 建白書之內容
愛國公黨成立後5日，即1874年1月17日，前參議板桓退助，後藤象二郎、江藤新平、副島種臣、由利公正、岡本建三郎與起草者古澤滋、小室信夫聯名向左院（當時的立法議政機關）提交民撰議院設立建白書。
該建白書指出天皇及人民均沒有政治權力，對當時的「有司專制」（有司即官僚）的情況加以批判。為了挽救這種困境，他們高舉「天下之公議」，並把「天下之公議」解釋成設立「民撰議院」，籍著「民撰議院」，有司專權得以抑制，國民才可以得到幸福。

## 建白書之影響
該建白書的內容，透過英人約翰·雷迪·布拉克的報紙及《日新真事誌》的刊登而廣為國民所知。雖然政府及明六社以時期尚早為由加以反對，但自此以後，類似的建白書陸續地出現。
該建白書的立腳點雖然是天賦人權論，但也可以看成當時極為窮困士族的不滿的變相反映。但是，各階層國民均浸淫於該建白書的理念，也増強了自由民權運動的氣勢。